# Station 19
Station 19 (in Deutschland auch Seattle Firefighters – Die jungen Helden) ist eine US-amerikanische Fernsehserie über das Leben der Männer und Frauen einer Feuerwache. Sie ist ein Ableger der Krankenhaus-Serie Grey’s Anatomy. Die erste Staffel war zwischen 22. März 2018 und 17. Mai 2018 in den USA zu sehen. und umfasst 10 Folgen. Im Mai 2018 wurde die Serie um eine zweite und im August 2019 um eine dritte Staffel verlängert. Im März 2020 erfolgte die Bestellung einer vierten Staffel, die vom 12. November 2020 bis zum 3. Juni 2021 in den USA im Fernsehen lief.
Im Januar 2022 wurde die Serie um eine sechste Staffel verlängert. Deren Ausstrahlung begann in den USA am 6. Oktober 2022 und in Deutschland am 24. April 2023.
Im April 2023 wurde eine siebte Staffel bestellt. Im Dezember 2023 wurde bekannt gegeben, dass Staffel 7 mit 10 Folgen die letzte Staffel der Serie sein wird. So kommt die Serie auf 105 Folgen in 7 Staffeln.

## Handlung
Die Serie spielt in Seattle und handelt von den Mitarbeitern der Station 19 des Seattle Fire Departments. Die Handlung ist im selben Serienuniversum angesiedelt wie Grey’s Anatomy. Einige der Figuren wurden schon vor Start der Serie in einem Backdoor-Pilot (Staffel 14 Folge 13 von Grey’s Anatomy) vorgestellt. Zwischen den beiden Serien geschehen regelmäßig Crossover, in denen eine oder mehrere Figuren aus der einen in der jeweils anderen Serie einen Auftritt haben.
Zu den Hauptfiguren der Serie gehören Captain Pruitt Herrera, der ehemalige Leiter der Wache und seine ambitionierte Tochter Lieutenant Andy Herrera, die sich nach dem Rücktritt ihres Vaters übergangsweise die Leitung der Wache mit ihrem Kollegen, Lieutenant Jack Gibson, teilt. Die beiden haben anfangs eine Affäre. Weitere Feuerwehrleute der Wache sind Andys beste Freundin Maya Bishop, eine ehemalige Olympiaathletin; Dean Miller, der seinen Ruhm als Feuerwehrmann gerne benutzt, um sich mit Frauen zu treffen; Travis Montgomery, ein Feuerwehr-Sanitäter und die gute Seele der Wache; der Neuling Dr. Ben Warren, ein ehemaliger Anästhesist und Assistenz-Chirurg aus dem Grey Sloan Memorial Hospital; und Victoria Hughes, die Jüngste im Team. Der Polizist Ryan Tanner, ein Jugendfreund Andys, arbeitet ebenfalls eng mit den Feuerwehrleuten zusammen.

## Besetzung und Synchronisation
Die deutsche Synchronisation der Serie wird bei der Interopa Film nach Dialogbüchern von Marina Rehm, Martin Westphal und Katharina Bese sowie unter der Dialogregie von Westphal erstellt.

### Hauptfiguren
| Rolle                                     | Schauspieler        | Hauptrolle | Nebenrolle                                                                | Synchronsprecher                                                          |
| ----------------------------------------- | ------------------- | ---------- | ------------------------------------------------------------------------- | ------------------------------------------------------------------------- |
| ehem. Lt. Captain Andrea „Andy“ Herrera   | Jaina Lee Ortiz     | 1.01–7.10  |                                                                           | Mia Diekow (Staffel 1–3; ab Staffel 5) Katharina Schwarzmaier (Staffel 4) |
| Dr. Benjamin „Ben“ Warren                 | Jason George        | 1.01–7.10  |                                                                           | Matti Klemm                                                               |
| Victoria „Vic“ Hughes                     | Barrett Doss        | 1.01–7.10  |                                                                           | Sarah Riedel                                                              |
| Travis Montgomery                         | Jay Hayden          | 1.01–7.10  |                                                                           | Sebastian Kluckert                                                        |
| ehem. Captain Lt. Maya Bishop             | Danielle Savre      | 1.01–7.10  |                                                                           | Carolina Vera                                                             |
| ehem. Lt. Jack Gibson                     | Grey Damon          | 1.01–7.10  |                                                                           | Ricardo Richter                                                           |
| Dean Miller                               | Okieriete Onaodowan | 1.01–5.05  | 7.10                                                                      | Simon Derksen                                                             |
| ehem. Captain Pruitt Herrera              | Miguel Sandoval     | 1.01–3.16  | 4.02                                                                      | Kaspar Eichel                                                             |
| Ryan Tanner                               | Alberto Frezza      | 1.01–2.17  | 3.02–3.03, 3.13                                                           | Fabian Kluckert                                                           |
| ehem. Battalion Chief Lt. Robert Sullivan | Boris Kodjoe        | 2.06–7.10  | 2.01–2.05                                                                 | Stefan Lehnen                                                             |
| Dr. Carina DeLuca                         | Stefania Spampinato | 4.01–7.10  | 3.05–3.11, 3.14–3.16                                                      | Melanie Pukaß                                                             |
| Lt. Theo Ruiz                             | Carlos Miranda      | 5.01–7.10  | 4.04–4.09, 4.11, 4.15–4.16                                                | Jeremias Koschorz                                                         |
| ehem. Fire Chief Michael Dixon            | Pat Healy           | 6.01–6.18  | 3.02–3.04, 3.07, 3.09, 3.11, 3.13–3.16, 4.03, 4.11–4.12, 4.15, 5.14, 5.16 | Bernhard Völger                                                           |
| ehem. Captain Sean Beckett                | Josh Randall        | 6.01–7.10  | 5.01–5.18                                                                 | Tim Moeseritz                                                             |
| Fire Chief Natasha Ross                   | Merle Dandridge     | 6.01–7.10  | 5.09–5.14, 5.16–5.18                                                      | Alexandra Wilcke                                                          |

### Nebenfiguren
| Rolle                       | Schauspieler         | Nebenrolle                                                                                | Synchronsprecher       |
| --------------------------- | -------------------- | ----------------------------------------------------------------------------------------- | ---------------------- |
| William George Bailey Jones | BJ Tanner            | 1.02, 2.13, 3.10, 3.14, 4.01–4.02, 4.05, 4.12, 5.18, 7.10                                 |                        |
| JJ                          | Brenda Song          | 1.02–1.03, 1.05, 1.08–1.09, 3.04–3.07                                                     | Friederike Walke       |
| Battalion Chief Frankel     | Leslie Hope          | 1.02–1.03, 1.06                                                                           | Silke Matthias         |
| Grant                       | Sterling Sulieman    | 1.04, 1.07, 1.09–2.02, 2.05, 2.07–2.08                                                    | Marc Bluhm             |
| Fire Chief Lucas Ripley     | Brett Tucker         | 1.06–1.08, 1.10, 2.01, 2.04–2.05, 2.07–2.09, 2.11–2.15, 3.07                              | Armin Schlagwein       |
| Greg Tanner                 | Dermot Mulroney      | 2.04, 2.06–2.09                                                                           | Manfred Trilling       |
| Rigo Vasquez                | Rigo Sanchez         | 3.02–3.07, 3.10, 3.13, 6.04                                                               | Paul Matzke            |
| Eva Vasquez                 | Kelly Thiebaud       | 3.02–3.05, 3.08, 3.10, 6.01–6.04                                                          | Kaya Marie Möller      |
| Joey Phillips               | Noah Alexander Gerry | 3.04, 3.10, 3.14, 4.01–4.02, 4.05, 4.12–4.14, 5.03, 5.07, 5.13, 5.18, 6.05, 7.08, 7.10    |                        |
| Paul Montgomery             | Ken Meseroll         | 3.06, 4.01                                                                                |                        |
| Paul Montgomery             | Robert Curtis Brown  | 4.04, 4.07, 4.10, 4.16, 5.04, 5.06–5.07, 7.03                                             |                        |
| Nari Montgomery             | Jeanne Sakata        | 3.06, 4.01, 4.04, 4.10, 4.12, 5.06–5.07                                                   |                        |
| Emmett Dixon                | Lachlan Buchanan     | 3.07–3.16, 4.03–4.04, 4.07–4.11, 4.16–5.02, 5.04–5.06, 5.08, 5.11–5.14, 7.01–7.02         | Nick Forsberg          |
| Marsha Smith                | Jayne Taini          | 3.09–3.10, 3.13, 3.16–4.01, 4.04, 4.07–4.08, 4.10–4.11, 4.14, 4.16, 5.08, 6.17, 7.01–7.02 | Eva-Maria Werth        |
| Dr. Diane Lewis             | Tracie Thoms         | 3.10, 3.13, 4.12, 5.04, 5.06, 5.10, 6.08, 6.11, 7.10                                      | Jessica Walther-Gabory |
| Inara                       | Colleen Foy          | 3.13, 3.16–4.05, 4.07–4.11, 4.14, 4.16                                                    | Patrizia Carlucci      |
| Marcus                      | Ansel Sluyter-Obidos | 3.13, 3.16–4.05, 4.07–4.10, 4.14                                                          | Emile Ismailov         |
| Elena Herrera               | Patricia De León     | 3.16–4.01, 5.15–5.16, 6.05                                                                | Andrea Cleven          |
| Pat Aquino                  | Alain Uy             | 5.01–5.05, 5.12, 5.14                                                                     |                        |
| John Maddox                 | Shane Hartline       | 5.01–5.02, 5.04–5.05, 5.07, 5.09–5.10, 5.12–5.15, 6.18                                    | Benjamin Stöwe         |
| Deja Duval                  | Natasha Ward         | 5.05–5.07, 5.09–5.10, 5.12–5.14                                                           |                        |
| Peggy Knox                  | Annie Sertich        | 5.10, 6.05, 6.13, 6.17                                                                    |                        |
| Dayna Rutledge              | Nina Millin          | 5.10, 6.05, 6.13, 6.17                                                                    |                        |
| Kitty Dixon                 | Tricia O’Kelley      | 5.14, 6.01, 6.03, 6.17–7.02                                                               |                        |
| Eli Stern                   | Rop Heaps            | 6.04–6.06, 6.08–6.10, 6.12–6.14, 6.17–7.03                                                |                        |
| Brooke                      | Anna Daines          | 6.05, 6.07, 6.10, 6.17                                                                    |                        |

### Gastdarsteller ausGrey’s Anatomy
| Rolle               | Schauspieler       | Gastrolle | Synchronsprecher   |
| ------------------- | ------------------ | --- | ------------------ |
| Dr. Meredith Grey   | Ellen Pompeo       | 1.01, 3.16, 6.07 | Ulrike Stürzbecher |
| Dr. Miranda Bailey  | Chandra Wilson     | 1.01, 1.05, 1.07, 1.10–2.01, 2.05, 2.07, 3.01, 3.08, 3.14–3.15, 4.01, 4.13, 4.16, 5.06–5.08, 5.13, 5.18, 6.10, 6.13, 6.16, 6.18, 7.03, 7.07, 7.10 | Anke Reitzenstein  |
| Dr. Levi Schmitt    | Jake Borelli       | 1.07, 2.14, 2.16, 3.01, 3.15, 4.10 | Nico Sablik        |
| Dr. Andrew DeLuca   | Giacomo Gianniotti | 2.01–2.02, 4.06 | Nicolás Artajo     |
| Dr. Maggie Pierce   | Kelly McCreary     | 2.02, 2.15, 3.12, 6.07 | Anne Düe           |
| Dr. Jackson Avery   | Jesse Williams     | 3.01, 3.03, 3.05, 3.08, 3.11–3.12, 3.15 | Sascha Rotermund   |
| Dr. Nico Kim        | Alex Landi         | 3.01, 3.03, 3.11 | Nicolai Tegeler    |
| Dr. Taryn Helm      | Jaicy Elliot       | 3.01, 4.02, 5.15, 6.15, 7.09–7.10 | Marie-Isabel Walke |
| Dr. Casey Parker    | Alex Blue Davis    | 3.01 | Dirk Stollberg     |
| Dr. Hannah Brody    | Vivian Nixon       | 3.01, 3.04 | Elisa Bannat       |
| Dr. Tom Koracick    | Greg Germann       | 3.03 | Oliver Rohrbeck    |
| Dr. Amelia Shepherd | Caterina Scorsone  | 3.08, 3.16, 4.02, 6.07, 7.01 | Anja Stadlober     |
| Dr. Owen Hunt       | Kevin McKidd       | 3.11, 4.01, 4.04, 5.09 | Tobias Kluckert    |
| Dr. Teddy Altman    | Kim Raver          | 3.11, 3.16, 5.15, 6.07 | Ranja Bonalana     |
| Dr. Richard Webber  | James Pickens, Jr. | 4.02–4.03, 4.05, 4.11, 5.02, 5.11 | Roland Hemmo       |
| Dr. Lucas Adams     | Niko Terho         | 6.02 | Sascha Werginz     |
| Dr. Winston Ndugu   | Anthony Hill       | 6.07 | Johannes Raspe     |
| Dr. Benson Kwan     | Harry Shum Jr.     | 6.07 | Julien Haggège     |

## Produktion
Bei der von ABC Studios produzierten Dramaserie ist der Serien-Schöpfer Stacy McKee als Showrunner und Executive Producer zusammen mit Shonda Rhimes, Betsy Beers und Paris Barclay tätig. Die Serie wurde ab Oktober 2017 hauptsächlich in Los Angeles gedreht. Die deutschsprachige Erstausstrahlung erfolgte bei ORF eins ab Juli 2018.
Am 11. Mai 2018 hat ABC die Serie um eine zweite Staffel verlängert. Die mit zunächst 13 Episoden bestellte zweite Staffel wurde aufgrund des großen Erfolgs um vier Episoden erweitert. Die englischsprachige Premiere der zweiten Staffel war am 4. Oktober 2018.

## Rezeption
Die Film- und Serien-Rezensions-Sammelseite Rotten Tomatoes listete am 17. April 2018 insgesamt dreizehn Kritiken zu Station 19 auf, von denen sie acht als positiv und fünf als negativ ansah. Die Seite Metacritic bewertete die Kritiken am selben Datum mit einem „Metascore“ von 55, bei einem bestmöglichen Resultat von 100.